# نبرد وینترتور (۱۷۹۹)
نبرد وینترتور (۲۷ مه ۱۷۹۹) یک اقدام مهم بین عناصر ارتش دانوب و عناصر ارتش هابسبورگ به فرماندهی فردریش فریهر فون هوتسه در طول جنگ ائتلاف دوم، بخشی از جنگ‌های انقلاب فرانسه بود. شهر کوچک وینترتور ۱۸ کیلومتر (۱۱ مایل) شمال شرقی زوریخ، در سوئیس قرار داشت. به دلیل موقعیتش در محل اتصال هفت جاده، ارتشی که شهر را در اختیار داشت، دسترسی به بیشتر سوئیس و نقاط عبور از راین را به سمت جنوب آلمان کنترل می‌کرد. اگرچه نیروهای درگیر اندک بودند، اما توانایی اتریش‌ها برای تداوم حمله ۱۱ ساعته خود به خط فرانسه منجر به ادغام سه نیروی اتریشی در فلات شمال زوریخ شد که چند روز بعد منجر به شکست فرانسه شد.
در اواسط ماه مه ۱۷۹۹، اتریشی‌ها کنترل بخش‌هایی از سوئیس را از فرانسوی‌ها گرفتند، نیروهای تحت فرماندهی هوتسه و کنت هاینریش فون بلگارد آنها را از گریسون‌ها بیرون راندند. پس از شکست دادن ارتش ۲۵۰۰۰ نفری دانوب ژان باپتیست ژوردان در نبردهای استراچ و استاکچ، ارتش اصلی اتریش به فرماندهی آرشیدوک چارلز از راین در شهر شفوزان سوئیس آماده اتحاد با ارتش شد..
ارتش هلوتیا فرانسه و ارتش دانوب، که اکنون هر دو تحت فرماندهی آندره ماسنا، به دنبال جلوگیری از این ادغام بودند. ماسنا میشل نی و یک نیروی کوچک سواره نظام و پیاده‌نظام مختلط را از زوریخ فرستاد تا نیروهای هوتسه را در وینترتور متوقف کنند اما با وجود رقابت شدید، اتریشی‌ها موفق شدند فرانسوی‌ها را از ارتفاعات وینترتور(Winterthur) بیرون برانند. هر دو طرف تلفات زیادی را متحمل شدند. هنگامی که اتحاد ارتش هابسبورگ در اوایل ژوئن اتفاق افتاد، آرشیدوک چارلز به مواضع فرانسوی‌ها در زوریخ حمله کرد و فرانسوی‌ها را مجبور به عقب‌نشینی از لیمات کرد.

## پیش زمینه

### وضعیت سیاسی و دیپلماتیک
در ابتدا، حاکمان اروپا، انقلاب فرانسه را به عنوان درگیری بین پادشاه فرانسه و اتباعش می‌دانستند، نه چیزی که باید در آن دخالت کنند. با شدت گرفتن لفاظی‌های انقلابی، آنها منافع پادشاهان اروپا را با منافع لویی و خانواده اش یکسان اعلام کردند. این بیانیه پیلنیتز پیامدهای مبهم، اما کاملاً جدی را تهدید می‌کرد که اگر اتفاقی برای خانواده سلطنتی بیفتد. موقعیت فرانسه به‌طور فزاینده ای دشوار می‌شد. با تشدید مشکلات در روابط بین‌الملل، مهاجران فرانسوی به تحریک برای ضدانقلاب ادامه دادند. در ۲۰ آوریل ۱۷۹۲، کنوانسیون ملی فرانسه به اتریش اعلام جنگ کرد. در این جنگ ائتلاف اول (۱۷۹۲–۱۷۹۸)، فرانسه خود را در برابر اکثر کشورهای اروپایی که با او مرزهای زمینی یا آبی مشترک داشتندبه علاوه پرتغال و امپراتوری عثمانی، قرار داد. اگرچه نیروهای ائتلاف چندین پیروزی در وردون، کایزرسلاترن، Neerwinden، ماینتس، آمبارگ و وزبورگ به دست آوردند، تلاش‌های ناپلئون بناپارت در شمال ایتالیا نیروهای اتریشی را به عقب راند و منجر به مذاکره صلح لئوبن (۱۷ آوریل ۱۷۹۷) و منطقه فرعی شد.
این معاهده خواستار برگزاری جلساتی بین طرف‌های درگیر برای بررسی جزئیات دقیق سرزمینی و حقوقی بود. فرانسوی‌ها خواهان قلمرو بیشتری بودند. اتریشی‌ها تمایلی به واگذاری مناطق تعیین شده نداشتند. با تشدید مشکلات کنگره، تنش‌ها بین فرانسه و اکثر متحدان ائتلاف اول افزایش یافت. فردیناند ناپل از پرداخت خراج توافق شده به فرانسه خودداری کرد و رعیت‌های او این امتناع را با شورش پیروی کردند. فرانسوی‌ها به ناپل حمله کردند و جمهوری پارتنوپی را تأسیس کردند. با تشویق جمهوری فرانسه، قیام جمهوری خواهان در کانتون‌های سوئیس منجر به سرنگونی کنفدراسیون سوئیس و تأسیس جمهوری هلوتیک شد. دیرکتوار متقاعد شده بود که اتریشی‌ها قصد دارند جنگ دیگری را آغاز کنند. در واقع، هر چه فرانسه ضعیف‌تر به نظر می‌رسید، اتریشی‌ها، ناپلی‌ها، روس‌ها و انگلیسی‌ها این احتمال را جدی‌تر به بحث می‌گذاشتند. در اواسط بهار، اتریشی‌ها با تزار پل روسیه به توافق رسیدند که به موجب آن الکساندر سووروف از بازنشستگی خارج می‌شود تا با ۶۰٬۰۰۰ سرباز دیگر به اتریش در ایتالیا کمک کند.

### شروع جنگ در سال ۱۷۹۹
استراتژی نظامی دیرکتوار در سال ۱۷۹۹ لشکرکشی به ایتالیا مرکزی، شمال ایتالیا، کانتون‌های سوئیس، راینلند و هلند شد. از نظر تئوری، فرانسوی‌ها دارای نیروی ترکیبی ۲۵۰٬۰۰۰ روی کاغذ بودند. با شروع زمستان در سال ۱۷۹۹، ژنرال ژان باپتیست ژوردان و ارتش دانوب، با نیروی ۲۵٬۰۰۰نفری در ۱ مارس از راین بین بازل و بادن-وورتمیرگ عبور کرد. این گذرگاه رسماً معاهده کامپو فرمیو را نقض کرد. ارتش دانوب از طریق جنگل سیاه پیشروی کرد و در اواسط ماه مارس، یک موقعیت تهاجمی را در لبه غربی و شمالی فلات سوئیس توسط روستای Ostrach ایجاد کرد. آندره ماسنا قبلاً با نیروی ۳۰٬۰۰۰نفری خود به سوئیس حمله کرده بود و با موفقیت به کوه‌های آلپ گریسون و شور را فتح کرد. از نظر تئوری، جناح چپ او باید با جناح راست ژوردان، به فرماندهی پیر ماری بارتلمی فرینو، در ساحل شرقی دور دریاچه کنستانس متصل شود.

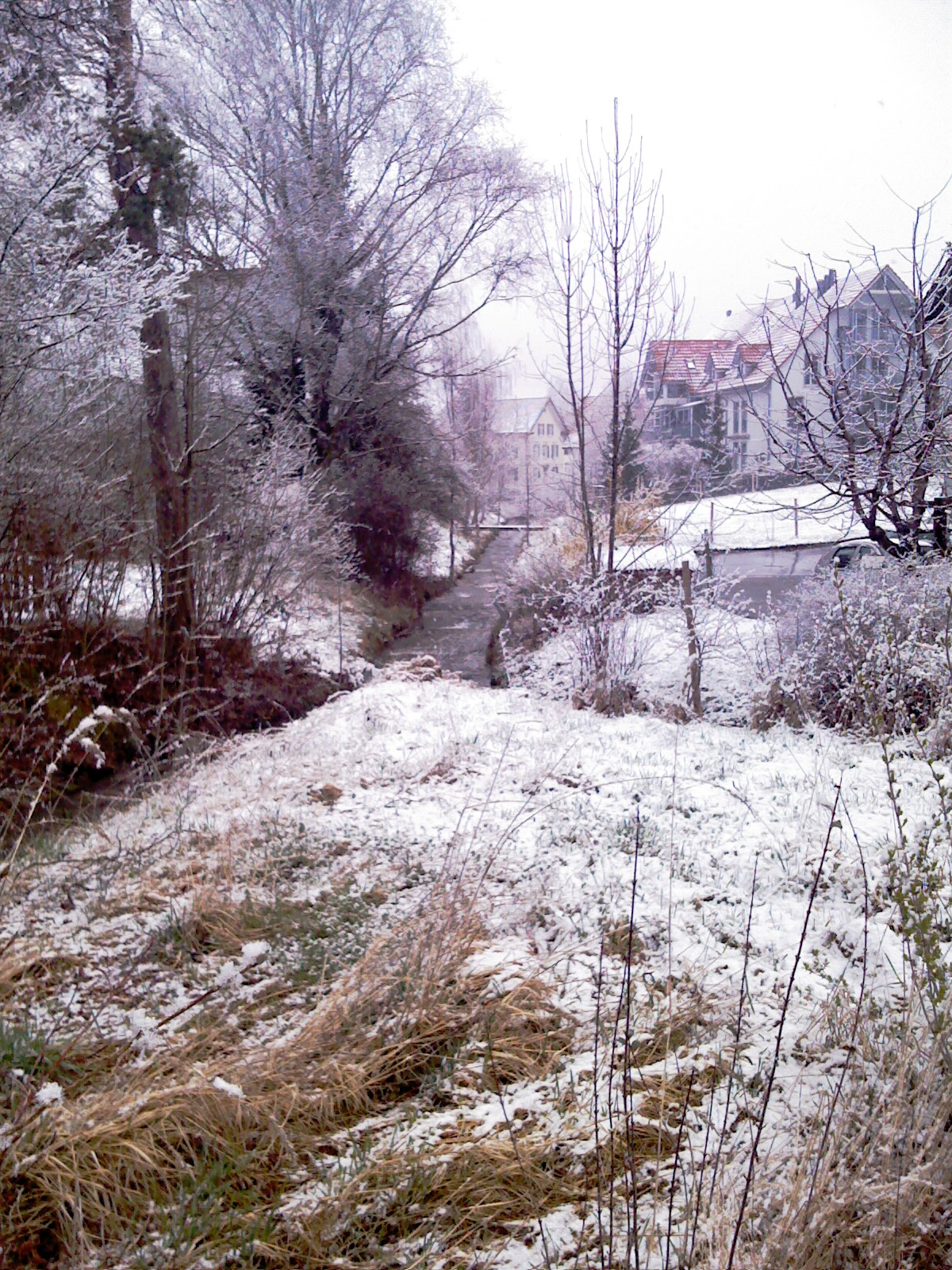
در هوتزه پست‌های رو به جلو خود را ایجاد کرد. برف‌های زمستانی آب شده بودند، زمین هنوز خیس بود و نهرها هنوز در جریان کامل بودند.

اتریشی‌ها ارتش خود را در خطی از تیرول تا دانوب قرار داده بودند. نیروی ۴۶٬۰۰۰ تحت فرماندهی کنت هاینریش فون بلگارد دفاع از تیرول را تشکیل داد. یکی دیگر از نیروهای کوچک اتریشی ۲۶٬۰۰۰نفریفرماندهی فردریش Freiherr فون Hotze محافظت از فورآرلبرگ پرداخت. ارتش اصلی اتریش - نزدیک به ۸۰٬۰۰۰سرباز به فرماندهی آرشیدوک چارلز - در مناطق باواریا، اتریش و سالزبورگ در سمت شرقی لش زمستان گذرانی کرده بود. در نبردهای Ostrach (21 مارس) و Stockach (25 مارس)، نیروی اصلی اتریشی ارتش دانوب را به جنگل سیاه بازگرداند. چارلز برای عبور از راین بالا در شهر شافهاوزن سوئیس برنامه‌ریزی کرد. فریدریش فریهر فون هوتزه بخشی (تقریباً ۸۰۰۰) از نیروی خود را به غرب آورد و بقیه را برای دفاع از فورارلبرگ باقی گذاشت. در همان زمان، فردریش جوزف، کنت نائوندورف، جناح چپ نیروی اصلی اتریش را از طریق اگلیسائو از رود راین عبور داد. آنها قصد داشتند با ارتش اصلی اتریش متحد شوند و نقاط دسترسی شمالی زوریخ را کنترل کنند و با ماسنا درگیر شوند.
در اواسط ماه مه، روحیه فرانسوی‌ها پایین بود. آنها متحمل ضررهای وحشتناکی در اوستراخ و استاکاچ شده بودند، اگرچه این ضررها توسط نیروهای تقویتی جبران شده بود. دو افسر ارشد ارتش دانوب، چارلز ماتیو ایزیدور دکان و ژان ژوزف آنژ دوتپول، به اتهام رفتار نادرست که توسط افسر ارشد آنها، جوردان، ادعا شده بود، با دادگاه نظامی مواجه بودند. ژان باپتیست برنادوت و لوران دو گوویون سن سیر بیمار بودند یا ادعا می‌کردند که هستند و اردوگاه‌های ارتش را ترک کرده‌اند تا سلامتی خود را به‌دست آورند. نیروی Masséna توسط ارتش Hotze در Feldkirch عقب رانده شده بود، و مجبور به عقب‌نشینی شده بود، و شکست LeCourbe در فشار دادن به نیروی اتریشی Bellegarde در تیرول به این معنی بود که Massena مجبور بود بال جنوبی خود و همچنین بال مرکزی و شمالی خود را به عقب بکشد تا حفظ کند. در این مرحله، سوئیسی‌ها دوباره شورش کردند، این بار علیه فرانسوی‌ها، و زوریخ آخرین موقعیت قابل دفاعی بود که ماسنا می‌توانست بگیرد.

### محلی
وینترتور (‎/ˈvɪntərtʊər/‎ ; تلفظ آلمانی: [ˈvɪntərˌtu:r] در حوضه ای در جنوب و شرق توس در حدود ۳۱ کیلومتر (۱۹ مایل) شمال شرقی زوریخ، در شمال و شرق شهر حلقه ای از تپه‌های تقریباً ۶۸۷ متر (۰٫۴۲۷ مایل) بالا در غرب، Töss روی ۵۹٫۷ کیلومتر (۳۷٫۱ مایل) مسیر شمال به سمت رود راین قرار دارد. محل سکونت گاه رومی از ۲۰۰ تا ۴۰۰، و محل نبرد قرون وسطایی در ۹۱۹، قرار گرفتن آن در هفت چهارراه به آن اهمیت استراتژیک در تلاش برای کنترل ارتباطات شمال-جنوب و شرق-غرب در روزهای اولیه جنگ ائتلاف دوم داد.

### رهبری
پس از شکست در نبردهای Ostrach و Stockach و عقب‌نشینی ارتش دانوب به جنگل سیاه، دیرکتور ژان باتیست ژوردان را در آوریل ۱۷۹۹ اخراج کرد و فرماندهی ارتش هلوتیا و ارتش دانوب را به عهده گرفت. به آندره ماسنا ماسنا با حفاظت از دسترسی شمالی به زوریخ، تعدادی از بهترین فرماندهانی را که در دسترس داشت جمع‌آوری کرد. در نهایت، سه نفر از آنها مارشال فرانسه شدند و تارو، ژنرال قابل اعتماد بخش شد.
| Formal full-length portrait of Masséna in dress military uniform, comprising white breeches with knee length black boots, dark cutaway coat with high collar and gold embroidery, a red shoulder sash and gold waist sash. He wears a large star of honour on his breast. He is a tall dark man with a long face and thick eyebrows. He looks quizzically at the observer and holds a marshal's baton, and sabre. |  | Formal full-length portrait of a Tharreau in uniform, in a rocky landscape. He is a short, solidly built man with a round face and alert dark eyes. His pale skin contrasts with his black curly hair and heavy cheek whiskers. He looks out of the picture to the left while gesturing backward with his right hand. He holds a sword in his left hand. | Formal full-length portrait of Soult in uniform, in a coastal landscape with military barracks and beacon post. He is a sturdily built man with swarthy skin, short black hair, a cleft chin and prominent ears. Both his facial expression and his stance express arrogance. He holds a marshal's baton and hat. |

اوضاع برای فرانسوی‌ها وخیم بود. نه تنها آنها در جنوب غربی آلمان شکست خورده بودند، بلکه الکساندر سووروف افسانه ای با ۶۰٬۰۰۰ روس در راه بود تا فرماندهی نیروهای ائتلاف را در آنجا به دست گیرد. کنت هاینریش بلگارد، با ۲۰٬۰۰۰مرد در گریسون‌ها، عملاً نیروهای ماسنا را از هرگونه کمک خارج از ایتالیا منزوی کرد. تهدیدآمیزترین ارتش اصلی آرشیدوک چارلز کمتر از یک روز فاصله داشت. تنها از نظر اندازه، می‌توانست او را تحت تأثیر قرار دهد، یا اگر به سمت غرب عقب‌نشینی می‌کرد، موقعیتش مسیر عقب‌نشینی او را به سمت فرانسه قطع می‌کرد. اگر جناح چپ چارلز به فرماندهی نائوندورف با نیروی هوتسه متحد می‌شد و از شرق نزدیک می‌شد، ماسنا می‌دانست که چارلز حمله خواهد کرد و به احتمال زیاد او را از زوریخ بیرون خواهد کرد.
برای جلوگیری از ادغام نیروهای اتریشی، ماسنا یک خط رو به جلو با مرکزیت وینترتور و تحت فرماندهی کلی ژان ویکتور تارو با تجربه ایجاد کرد. نیروهای فرانسوی در یک نیم دایره ناهموار قرار گرفتند که در آن وینترتور قسمت مرکزی را تشکیل می‌داد. فرماندهی بریگادهای وینترتور از همه مهم‌تر بود. اگر مرکز نتواند موقعیت خود را حفظ کند، پهلوها جدا شده و خرد می‌شوند. ماسنا ژنرال تازه ارتقا یافته لشکر میشل نی را در ۲۷ مه ۱۷۹۹ به وینترتور فرستاد تا فرماندهی مرکز را بر عهده بگیرد. ماسنا او را از مأموریتش به عنوان فرماندهی پاسگاه نیروی کلود لکورب در مرکز سوئیس فراخواند و به او فرمانی داد که با درجه جدیدش مطابقت داشت. نی با شهرت جسارتی که برای افسران سواره نظام به حساب می‌آید، اما با حداقل تجربه در فرماندهی نیروهای مختلط وارد شد. او که مشتاق اثبات خود بود، اما از پروتکل‌ها آگاه بود، با عجله به مقر تارو رفت، اما باید منتظر نامه‌های خدمت او بود تا بتواند فرماندهی را به دست گیرد. سربازان در وینترتور شامل یک تیپ چهار گردان به فرماندهی دومینیک مانسوی روژه، یک تیپ ضعیف به فرماندهی تئودور ماکسیم غازان و یک تیپ سواره نظام به فرماندهی فردریک هانری والتر بودند.
| Half-length oil portrait of the Archduke Charles by Georg Decker. Charles wears a white high-collared military jacket of the Austrian army and has a red and white sash over his right shoulder. He wears two decorations, a cross on his breast and another medal at his neck. He has a long fleshy face, short brown hair, and light eyes, and gazes calmly towards the viewer. His arms are folded across his chest. | Miniature portrait of Hotze. He has white hair and dark eyebrows, a large nose and prominent chin. He wears a cross of honour on a ribbon of the Austrian colours around his neck and passed through a buttonhole of his civilian jacket. | Engraved reproduction of a formal portrait of Bellegarde. He is an elderly man with wispy grey hair and long eyebrows, bony features and an imperious expression. He wears military uniform and numerous decorations. His gloved hands are folded over the hilt of a sword. | A full-length portrait of Alexander Suvorov. He is shown as a dynamic elderly man with aquiline features, windblown hair and eyebrows that are raised quizzically. He wears a military cape and clasps his sword hilt. |

مانند نی، فریدریش فریهر فون هوتسه، فرمانده اتریشی نیز افسر سواره نظام بود. برخلاف نی، او تجربه میدانی وسیعی داشت. هوتسه سوئیسی الاصل در سال ۱۷۵۸ وارد خدمت نظامی دوک وورتمبرگ شده بود و به ریتمایستر یا کاپیتان سواره نظام ارتقاء یافته بود. او برای مدت کوتاهی در جنگ هفت ساله شرکت کرده بود، اما هیچ جنگی ندید. بعداً در ارتش روسیه در جنگ روسیه و ترکیه (۷۴–۱۷۶۸) خدمت کرد. او با یک کمیسیون اتریشی به ارتش امپراتوری هابسبورگ پیوست و در جنگ کوتاه جانشینی باواریا (۷۹–۱۷۷۸) خدمت کرد. مبارزات انتخاباتی او در جنگ ائتلاف اول، به ویژه در نبرد وورزبورگ، اعتماد آرشیدوک چارلز و ارتقای درجه اشراف را توسط برادر چارلز، فرانسیس دوم، امپراتور روم مقدس، به دست آورد.

## عمل

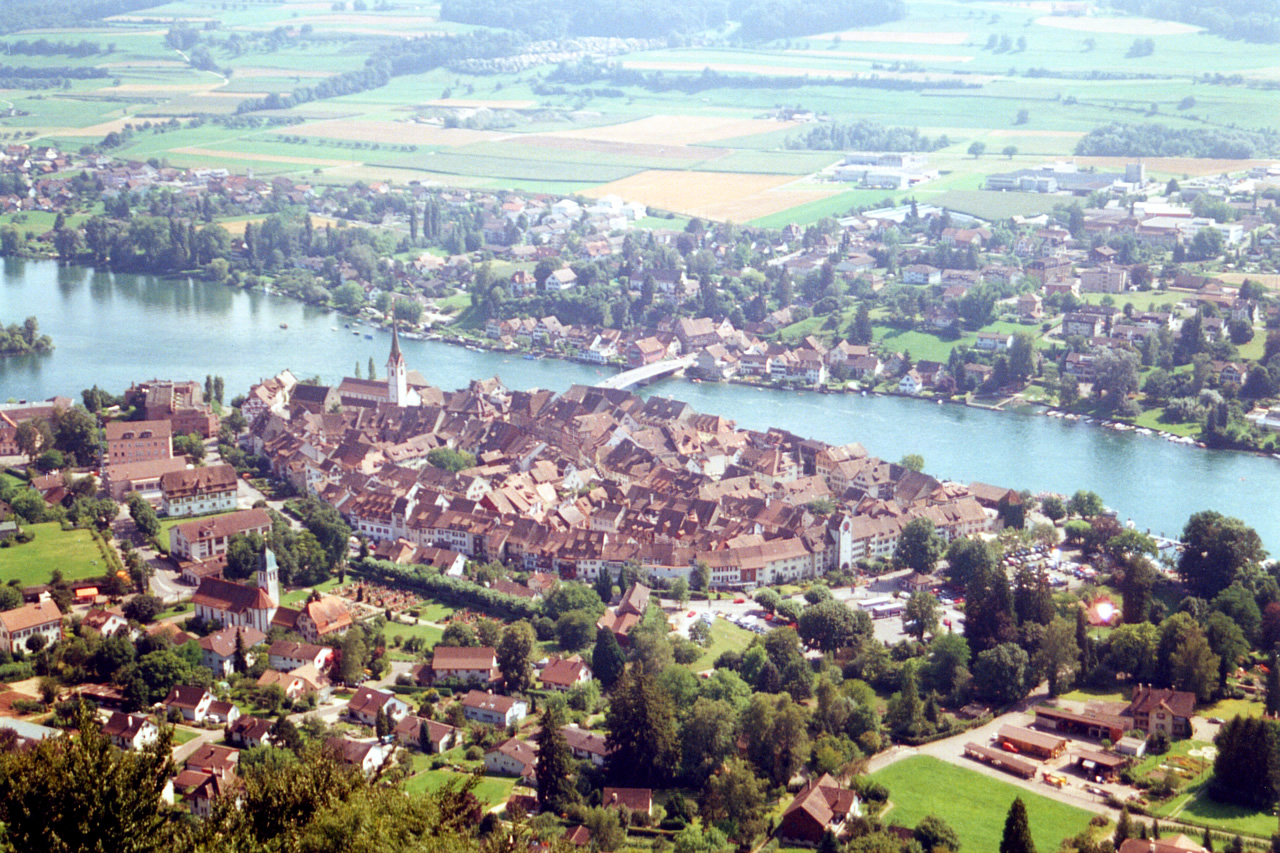
بخشی از بال Nauendorf است راین در عبور استین در راین (پیش زمینه) و اگلیزو و مه ۲۶ رسیده بود Andelfingen، برقراری تماس با ارتش اصلی چارلز.

### مقدماتی
در ۲۲ مه ۱۷۹۹، فردریش جوزف، کنت نائوندورف، ستون بزرگی را در سراسر راین در کنستانز، اشتاین و اگلیسائو رهبری کرد. نیروهای هوتسه قبلاً از راین به سمت شرق عبور کرده بودند، جایی که هنوز یک جویبار کوهستانی بود، و از گریزون‌ها عبور کرده و به توگنبورگ رفتند و به سمت زوریخ حرکت کردند.
برای جلوگیری از پیوستن این دو نیرو به ۱۰۰٬۰۰۰ آرشیدوک چارلز مردان، در ۲۲ مه Masséna و ۲۳٬۰۰۰سرباز ارتش دانوب از زوریخ به سمت وینترتور حرکت کردند. وقتی از وینترتور گذشتند، ۱۴ کیلومتر (۸٫۷ مایل) شمال شرقی و در ۲۵ مه، دو ارتش در Frauenfeld با هم درگیر شدند. نیروی Hotze که تقریباً چهار بر یک بود، توسط فرانسوی‌ها به شدت مورد حمله قرار گرفت. ۷۵۰ از مردان هوتسه کشته یا زخمی و ۱۴۵۰نفر اسیر شدند؛ علاوه بر این، Hotze دو اسلحه و یک رنگ را از دست داد. فرمانده دوم او، سرلشکر کریستوف کارل فون پیاکسک، در عملیات مجروح شد و بعداً بر اثر جراحات وارده درگذشت. با وجود برتری تعداد فرانسوی‌ها، هوتسه نیروی خود را از درگیری خارج کرد، در اطراف موقعیت فرانسوی مانور داد و به سمت وینترتور فرار کرد.
در همین حال، مه 26 Nauendorf اردوگاه در نزدیکی برقرار Andelfingen و reacquired تماس با نیروی اصلی در اتریش است. آرشیدوک چارلز پس از اتحاد با نائوندورف، قبل از حمله به فرانسوی‌ها در زوریخ، منتظر نیروهای هوتسه بود که از شرق می‌آمدند. در همان شب، هوتسه بین Frauenfeld و Hüttwilen، حدود ۱۰ کیلومتر (۶٫۲ مایل) جنوب شرقی موقعیت نائوندورف، و پست‌های پیشروی خود را تا ایسلیکون و الگ جلوتر فرستاد، فقط ۹ کیلومتر (۶ مایل) شرق وینترتور.

### برخورد

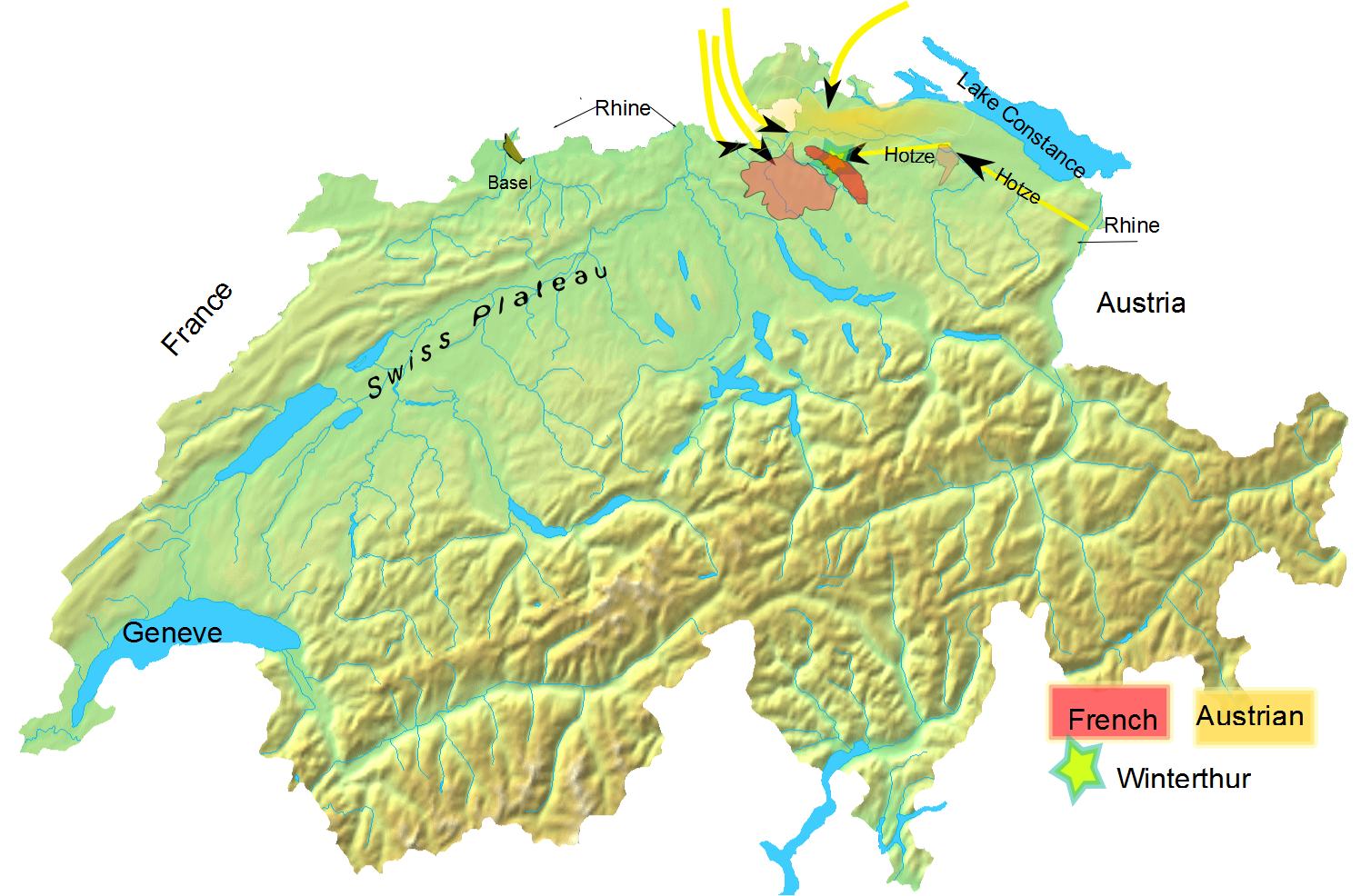
نیروهای Hotze صبح به حومه Winterthur رسیدند و بلافاصله به موقعیت نی حمله کردند. تا بعد از ظهر، نیروهای او به نیروهای نائوندورف و آرشیدوک چارلز ملحق شدند که با رنگ زرد مشخص شده بودند.

در صبح روز ۲۷ می، هوتسه نیروی خود را در سه ستون جمع کرد و به سمت وینترتور حرکت کرد. در مقابل او، میشل نی، که به تازگی فرماندهی لشکر حدوداً ۳۰۰۰ نفری خود را برعهده داشت، نیروی خود را در اطراف ارتفاعات، به اصطلاح اوبر-وینترتور، حلقه ای از تپه‌های کم ارتفاع حدود ۶ کیلومتر (۳٫۷ مایل) شمال شهر.
با توجه به حجم نیروهای اتریشی که به او نزدیک می‌شدند، نی قصد داشت به وینترتور عقب‌نشینی کند. قبل از اینکه بتواند این اقدام را انجام دهد، فرمانده کل خط جلو، ژان ویکتور تارو، به سمت موقعیت خود تاخت و گفت که با فرستادن لشکر ژان دیو سولت از نی حمایت خواهد کرد. نی این را به این معنا درک کرد که او باید در تمام خط پاسگاه بایستد و منزوی نشود. نیروی کوچک او از لشکر سولت تقویت می‌شد. در نتیجه، نی ضعیف‌ترین تیپ را به فرماندهی غزه هدایت کرد تا در دره‌ای طولانی به سمت فراوئنفلد حرکت کند و تیپ دیگری به فرماندهی روگت به سمت راست حرکت کند و از هرگونه مانور جناحی اتریشی جلوگیری کند.
در اواسط صبح، گارد پیشرفته هوتسه ابتدا از سوی تیپ روژه و سپس تقریباً بلافاصله از سوی تیپ غزه با مقاومت متوسط فرانسوی‌ها مواجه شد. نیروهای پیشروی اتریشی به سرعت بر تیپ ضعیف غزه غلبه کردند و جنگل‌های اطراف روستای Islikon را در اختیار گرفتند. پس از ایمن‌سازی روستاهای Gundeschwil, Schottikon, Wiesendangen، و Stogen در غرب Islikon, Hotze دو ستون خود را رو به جبهه فرانسه مستقر کرد، در حالی که ستون سوم به سمت راست فرانسوی‌ها زاویه داشت، همان‌طور که نی انتظار داشت.
تا نیمه‌های صبح، نی با تیپ غزه به سمت جبهه حرکت کرده بود و می‌توانست دشمن را در حال پیشروی به سمت خود ببیند. هنوز منتظر تقویت سولت در کناره‌های خود بود، او یک پیروزی آسان را پیش‌بینی می‌کرد، مانند پیروزی سه روز قبل که در آن نیروی ماسنا ستون هوتسه را در Frauenfeld کوبید. او حداقل هنوز متوجه نشده بود که هوتزه ۸٬۰۰۰دارد مردانی که با آنها می‌توان چهارراه شمال وینترتور را ایمن کرد. نی تعداد بیشتری از افراد خود را به جبهه آورد و علیه چپ اتریشی حرکت کرد. در یک رگبار اتریشی، او و اسبش پایین آمدند. اسب کشته شد و نی از زانو آسیب دید. زخمش را پانسمان کردند، اسب دیگری را صدا زد و دوباره وارد مبارزه شد.

ارتش اتریش (زرد) و فرانسه (قرمز) برای تصرف چهارراه کلیدی شهر زوریخ قرار می‌گیرند.

نی اکنون دو مشکل داشت: او انتظار داشت که ستون‌های پشتیبانی از لشکر سولت در هر دو جناح به صورت لحظه‌ای وارد شوند و او نمی‌دانست که اتریشی‌ها مستقیماً جلوی مرکز او وارد شده‌اند. اگرچه تیپ روژه به اندازه کافی قوی بود که از طرفین کردن موقعیت توسط اتریشی‌ها جلوگیری کند، تیپ غازان برای مقاومت در برابر نیروی برتر اتریشی که به طرز مشهودی قوی تر می‌شد با ادامه رسیدن نیروهای هوتسه به خط جلو و پرتاب کردن خود به میدان جنگ، ضعیف تر از آن بود.

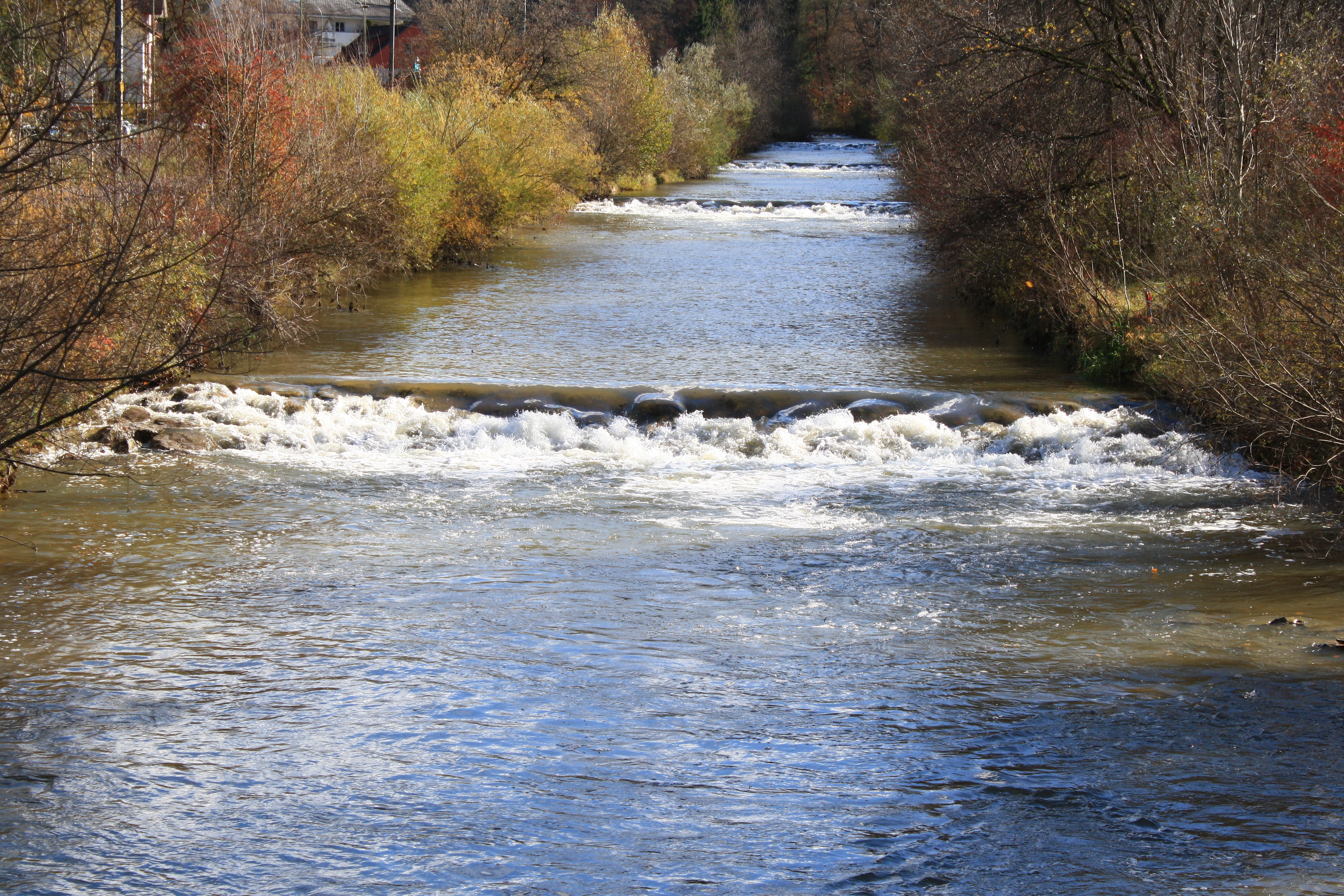
توس، یکی از شاخه‌های راین، از بخش اصلی میدان نبرد می‌گذشت. نگه داشتن پل بر روی رودخانه برای فرانسوی‌ها غیرممکن بود، اما شلیک توپ عبور اتریشی‌ها را غیرممکن کرد.

در نهایت نی با پذیرفتن عدم ورود سولت، امیدی به حفظ موقعیت خود نداشت، چه رسد به اینکه اتریشی‌ها را به عقب براند. او به این نتیجه رسید که باید به Winterthur بازگردد. برای پوشش عقب‌نشینی، او به والتر و سواره نظامش دستور داد تا موقعیتی را در توس، بالای پل استیگ ایجاد کنند. از آنجا، سواره نظام می‌توانست از یک عقب‌نشینی منظم محافظت کند. در میان رودخانه‌ای گل آلود که به توس تغذیه می‌کرد، نی یک گروه دوم را برای محافظت از روستای توس و جاده منتهی به خط الراس تپه‌ها قرار داد و چند توپ را در آنجا قرار داد. از خط الراس، گارد عقب او می‌توانست توپخانه خود را به سمت پیشروی اتریش شلیک کند.

## عواقب
نیروی Hotze تلفات نسبتاً بالایی را متحمل شد - ۱٬۰۰۰ مردان کشته، مجروح یا مفقود (۱۲٫۵ درصد) از کل نیروی ۸٬۰۰۰نفری او - اگرچه تلفات او با ۸۰۰ کشته زخمی یا مفقود نی قابل مقایسه بود، از نیروی ۷٬۰۰۰نفری او (۱۱٫۵ درصد). مهم‌تر از همه، هوتسه نه تنها در عقب راندن فرانسوی‌ها از وینترتور، بلکه در متحد کردن نیروی خود با نائوندورف و چارلز نیز موفق شد. نیروی متحد اتریشی نیم دایره را در اطراف مواضع Masséna در زوریخ تکمیل کرد.
برای فرانسوی‌ها، علی‌رغم موفقیت‌های قبلی‌شان در Frauenfeld، این اقدام به‌طور قابل‌توجهی موفقیت‌آمیز کمتری داشت. در این درگیری، نی به قدری مجروح شد که فوراً مرخصی گرفت و تا ۲۲ ژوئیه از عملیات و فرماندهی خارج شد. اجرای نبرد همچنین ضعف سیستم فرماندهی فرانسه را نشان داد که در آن خصومت شخصی و رقابت بین افسران عالی‌رتبه، در این مورد، سولت و تارو، اهداف نظامی فرانسه را تضعیف کرد. تارو در نهایت سولت را به نافرمانی متهم کرد. سولت به‌رغم دستورات خاص و مستقیم برای انتقال لشکر خود به جناحین نی، به‌طور کامل از کمک به نی امتناع کرده بود.
علاوه بر این، فرانسوی‌ها به طرز خطرناکی سرسختی و مهارت نظامی اتریش را دست کم گرفتند. کت‌های سفید، همان‌طور که فرانسوی‌ها به اتریشی‌ها می‌گفتند، سربازان بسیار بهتری از آنچه فرانسوی‌ها تصور می‌کردند بودند، بودند، و علی‌رغم تظاهرات‌هایی مانند تظاهرات در Ostrach, Stockach و Winterthur، فرانسوی‌ها همچنان این تعصب را داشتند. این امر تا سال ۱۸۰۹ تغییر نکرد تا اینکه چند هفته بعد نبرد آسپرن-اسلینگ و نبرد واگرام باعث شد ناپلئون نظر خود را در مورد ارتش اتریش اصلاح کند.
سرانجام، نبرد در وینترتور، پیروزی در زوریخ را ممکن کرد. هنگامی که ارتش اتریش در غرب، شمال و شرق زوریخ متحد شدند، چارلز تصمیم گرفت که نیرویی به اندازه کافی برتر برای حمله به مواضع Masséna در زوریخ داشته باشد. استراتژی او برای توسعه یک حمله همگرا، بدون یک سپاه دیگر اتریش، که توسط سووروف فرماندهی می‌شد و در کوه‌های ایتالیا مستقر می‌شد، کاملاً ممکن نبود. این امر محاصره نزدیک فرماندهی ماسنا در زوریخ را ممکن می‌کرد و موقعیت فرانسه را غیرقابل دفاع می‌کرد. با این حال، در نبرد اول زوریخ (۴–۷ ژوئن ۱۷۹۹)، ارتش اتریش فرانسوی‌ها را مجبور کرد زوریخ را ترک کنند. MASSENA در سراسر کناره‌گیری کرد Limmat، جایی که او راه اندازی یک موقعیت دفاعی بر روی تپه‌های کم ارتفاع مشرف به شهرستان و فرصت خود را به reacquire در شهرستان انتظار.

## دستورات نبرد

### اتریشی
ستوان فیلد مارشال فردریش فریهر فون هوتزه:
- ۱۲. هنگ پیاده‌نظام مانفردینی (۳ گردان‌ها)
- ۲۱. هنگ پیاده‌نظام جمینگن (۲ شرکت‌ها)
- ۴۱. هنگ پیاده‌نظام بندر (۳ گردان‌ها)
- ۱. هنگ پیاده‌نظام سبک استروزی (۱ گردان)
- ۷. هنگ اژدها والدک (۶ اسکادران)
- گردان اول، هنگ مرزی مجارستان-بانات

### فرانسوی
- ستون Honoré Théodore Maxime Gazan de la Peyrière (4 گردان‌ها)
- ستون دومینیک مانسوی روژه (۲ گردان‌ها)
- سواره نظام فردریک هانری والتر (۳ اسکادران)[۳۷]

مجموع: ۷۰۰۰ مردان